# Plomelin
Plomelin är en kommun i departementet Finistère i regionen Bretagne i västra Frankrike. Kommunen ligger i kantonen Quimper 3e Canton som tillhör arrondissementet Quimper. År 2022 hade Plomelin 4 216 invånare.

## Befolkningsutveckling
Antalet invånare i kommunen Plomelin
Referens:INSEE